# Malarce-sur-la-Thines
Malarce-sur-la-Thines är en kommun i departementet Ardèche i regionen Auvergne-Rhône-Alpes i sydöstra Frankrike. Kommunen ligger  i kantonen Les Vans som ligger i arrondissementet Largentière. År 2022 hade Malarce-sur-la-Thines 257 invånare.

## Befolkningsutveckling
Antalet invånare i kommunen Malarce-sur-la-Thines
Referens: INSEE

## Galleri

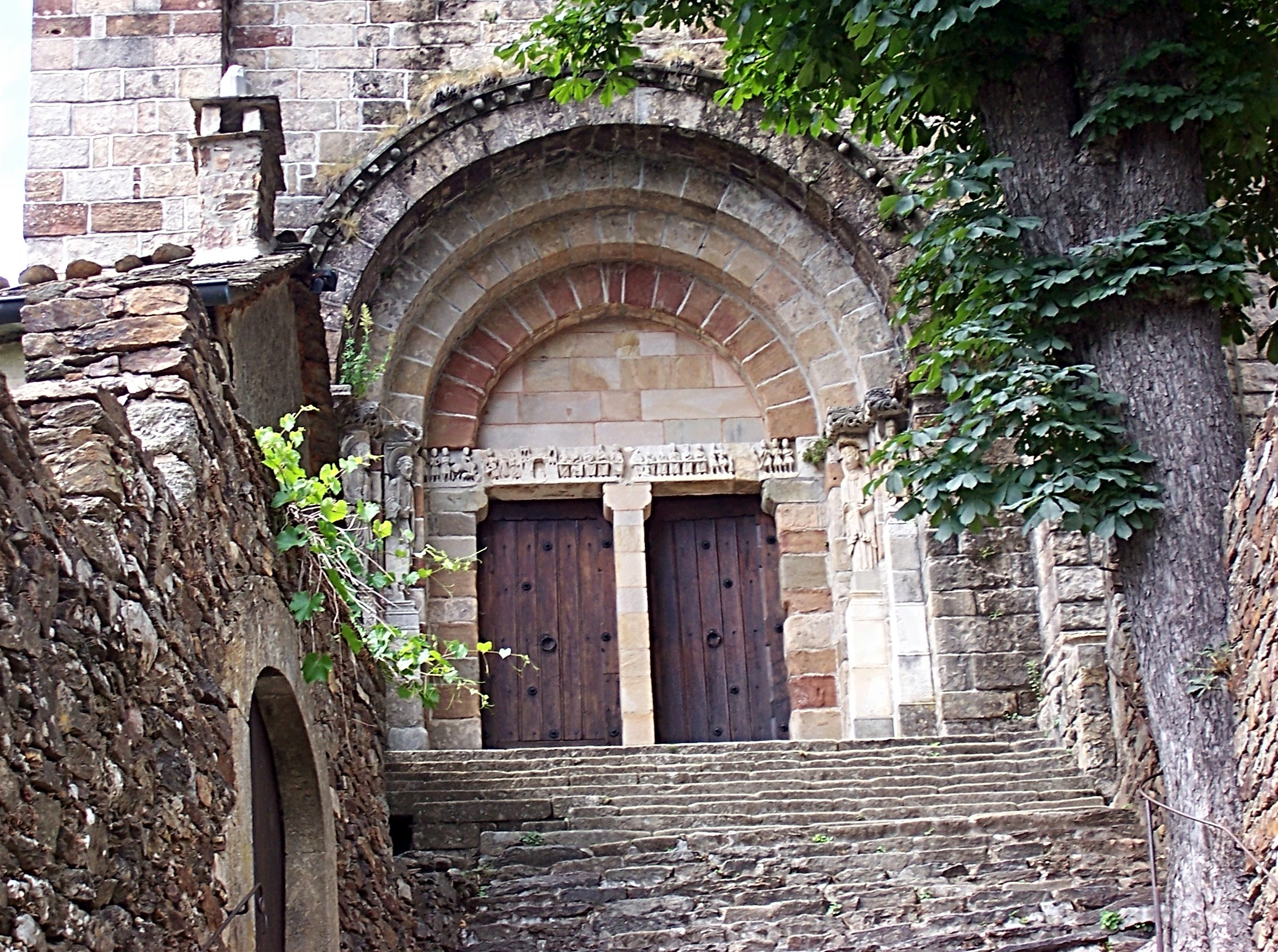
L’église Notre-Dame
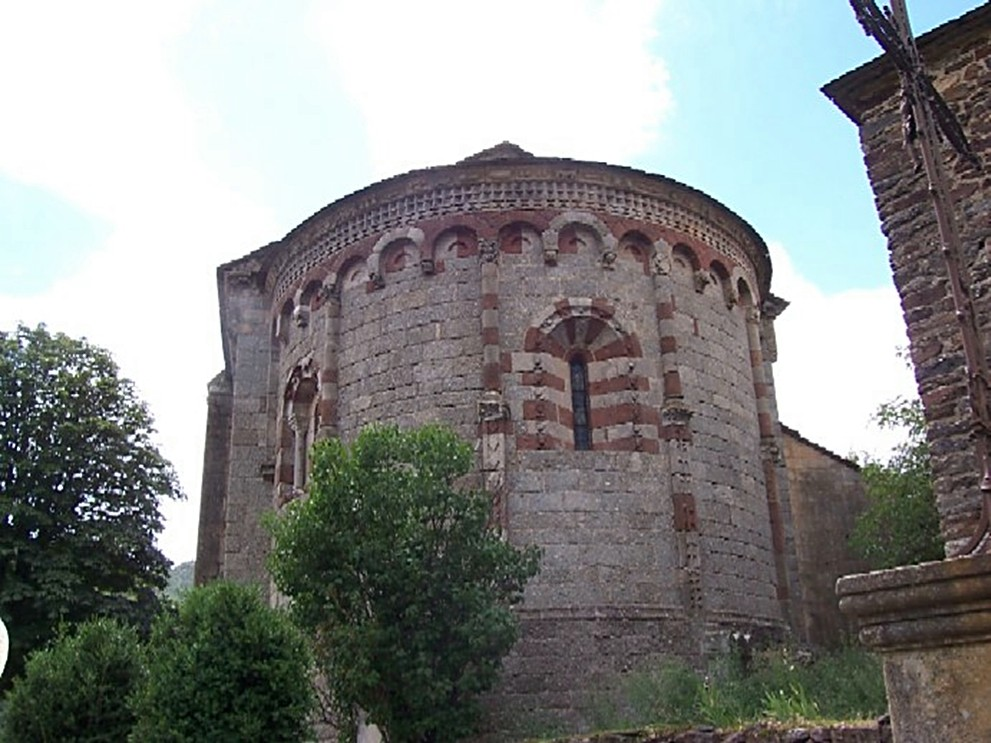
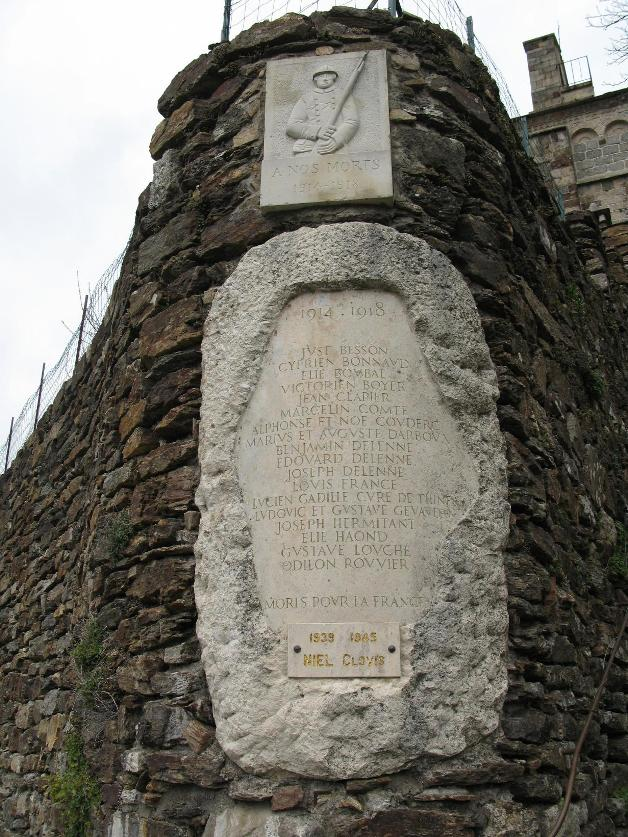
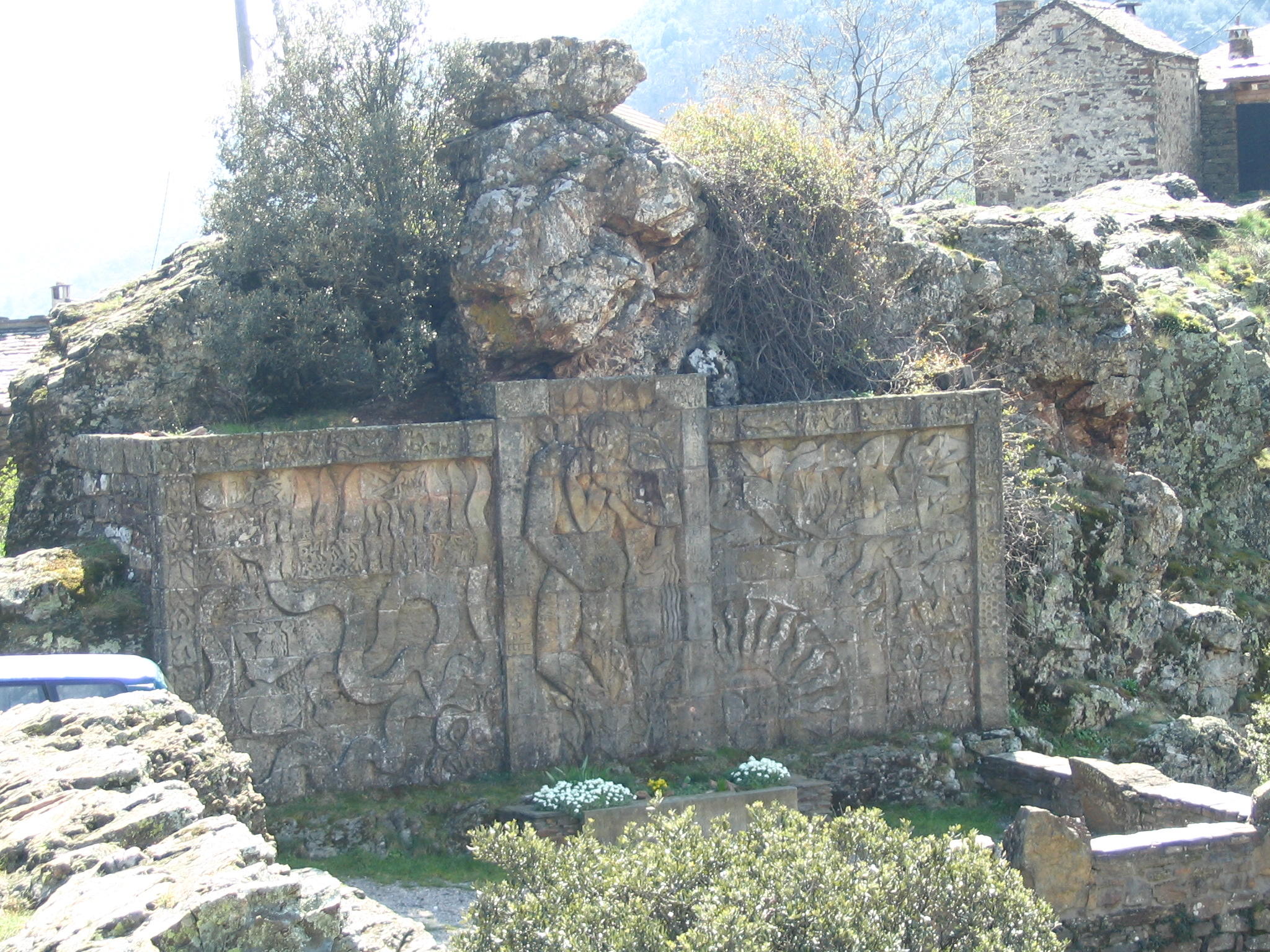